# Устанак
Устанак је оружана побуна против нечије државне власти. Њени учесници, односно устаници, поданици су те власти који настоје да на одређено подручје замене постојећу власт властитом и/ли нечијом другом.

## Суштина и врсте устанка
Мотиви, циљеви као и начини вођења устанка зависе од околности; Од оних у којима се настоје у потпуности уклонити нечија власт или режим или неко подручје издвојити из државе, до оних у којима устаници не доводе у питање оквирни политички поредак, него насиљем настоје побољшати свој положај (смањење пореза, укидање регрутације) или изборити одређена права (исповедање властите вере и сл.).
Под устанцима се обично подразумевају побуне особа или друштвених група које се налазе у подређеном положају у односу на владајући сталеж.
Устанци могу представљати дио шире целине, односно оружаног сукоба у коме суделују суверене државе; једна од њих при томе може подржавати устанике на подручју непријатеља како би га ослабила. Други светски рат, у коме су Савезници помагали разне устанке против осовинских власти за то пружа низ примера.
Посебна врста устанка је она у коме активно суделују органи саме државне власти, а која за циљ има њену промену; за такве се ситуације користи израз државни удар. Уколико устанак прерасте у дуготрајан сукоб између релативно изједначених противника, онда се за њега користи израз грађански рат. За устанак који за свој крајњи мотив има постизање далекосежних или драматичних промена друштвено-политичког уређења се користи израз револуција. Устанак малог, локалног значаја (просторно, временски, по броју учесника) назива се буна.

## Примери
Као пример на нивоу светске историје се наводе устанци робова у старом Риму или сељачки устанци у Кини и средњовековној Европи. То се такође односи и на одређене етничке скупине или народа које се оружјем настоје ослободити стране власти - као пример се наводи јеврејски устанци против Римског царства или Шлески устанци 1919—1921.
За историју Срба значајни су следећи устанци:
- Први српски устанак,
- Други српски устанак,
- Устанак у Босни и Херцеговини (Невесињска пушка),
- Устанак у Херцеговини 1941.,
- Устанак Срба у Банату,
- Устанак Ђорђа Војтеха,
- Устанак Петра Дељана.

## Класификација
Оружани, али ограничени устанак је побуна, и ако успостављена власт не признаје бунтовнике као зараћене, онда су они побуњеници, а револт је побуна. У већем сукобу, побуњеници могу бити признати као зараћена страна, а да њихова влада није призната од стране успостављене владе, у ком случају сукоб постаје грађански рат.
Покрети грађанског отпора често су имали за циљ и довели до пада владе или шефа државе, и у овим случајевима би се могли сматрати обликом побуне. У многим од ових случајева, опозициони покрет је себе видео не само као ненасилан, већ и као подржавајући уставни систем своје земље против владе која је била незаконита, на пример, ако је одбила да призна свој пораз на изборима. Стога израз побуњеник не обухвата увек елемент у неким од ових покрета који делују у циљу одбране владавине права и конституционализма.
Постоји низ појмова који се повезују са бунтовником и побуном. Они се крећу од оних са позитивним конотацијама до оних са пежоративним конотацијама. Примери укључују:
- Бојкот, сличан грађанској непослушности, али једноставно значи одвајање, пре свега финансијског, од система против којег се побуни.[7] Ово подразумева одбијање учешћа у монетарном систему, ограничавање потрошње или игнорисање појмова имовинских права (нпр. сквотирање, једноставан живот).
- Грађански отпор, грађанска непослушност и ненасилни отпор који не укључује насиље или паравојну силу.[8]
- Државни удар, незаконито рушење владе, које обично изводи војска или други политичари.[9]
- Побуна коју спроводе војне или безбедносне снаге против својих команданата.[10][11]
- Тероризам, који представља употребу намерног насиља од стране недржавних актера, обично против цивила, да би се утицало на политичке, друштвене, културне, верске и/или економске промене.[12]

## Регрутација
Статис Н. Каливас, професор политичких наука на Универзитету Јејл, тврди да је на политичко насиље под јаким утицајем хиперлокалних социо-економских фактора, од свакодневних традиционалних породичних ривалстава до потиснутих замера. Побуна, или било која врста политичког насиља, нису бинарни сукоби, већ се морају схватити као интеракције између јавних и приватних идентитета и акција. „Конвергенција локалних мотива и супралокалних императива“ чини проучавање и теоретско разматрање побуне веома сложеном афером, на раскрсници између политичког и приватног, колективног и индивидуалног. Каливас тврди да често покушавамо да групишемо политичке сукобе према две структуралне парадигме:
- Идеја да политичко насиље, тачније побуну, карактерише потпуни слом ауторитета и анархично стање. Ово је инспирисано ставовима Томаса Хобса. Овај приступ сматра да је побуна мотивисана похлепом и пљачком, користећи насиље за разбијање структура моћи у друштву.[13]
- Идеја да је сво политичко насиље инхерентно мотивисано апстрактном групом лојалности и уверења, „при чему политички непријатељ постаје приватни противник само на основу претходног колективног и безличног непријатељства”.[13] Насиље стога није афера „човека за човека“ колико борба „држава за државу“, ако не и сукоб „идеје против идеје“.[13]

Каливасов кључни увид је да је централна наспрам периферне динамике фундаментална у политичким сукобима. Сваки појединачни актер, сматра Каливас, улази у прорачунат савез са колективом. Побуне се стога не могу анализирати у моларним категоријама, нити треба претпоставити да су појединци аутоматски усклађени са осталим актерима једноставно на основу идеолошке, верске, етничке или класне поделе. Покретачка сила се налази унутар колектива и у индивидуама, у универзалном и локалном. Каливас пише: „Савез подразумева трансакцију између супралокалних и локалних актера, при чему први снабдевају друге спољним мишићима, чиме им омогућавају да освоје одлучујућу локалну предност, а у замену се први ослањају на локалне сукобе да регрутују и мотивишу присталице и добију локалну контролу, ресурсе и информације – чак и када је њихова идеолошка агенда супротна локализму“. Појединци ће тако настојати да искористе побуну како би стекли неку врсту локалне предности, док ће колективни актери настојати да освоје моћ. Каливас каже да је насиље средство за разлику од циља.
Далекосежнији закључак из овог централног/локалног аналитичког сочива је да насиље није анархична тактика или манипулација идеологијом, већ разговор између њих. Побуне су „конкатенације вишеструких и често различитих локалних расцепа, мање или више лабаво распоређених око главног расцепа“. Било какво унапред замишљено објашњење или теорија сукоба не смеју да се своде на ситуацију, да се не би конструисала стварност која се прилагођава његовој унапред замишљеној идеји. Каливас тако тврди да политички сукоби нису увек политички у смислу да се не могу свести на одређени дискурс, одлуке или идеологије из „центра” колективне акције. Уместо тога, фокус мора бити на „локалним расцепима и динамици унутар заједнице“. Штавише, побуна није „пуки механизам који отвара капије насумичном и анархичном приватном насиљу“. Уместо тога, то је резултат пажљивог и несигурног савеза између локалних мотивација и колективних вектора да помогну индивидуалном циљу.